# فيلي جاكسون (لاعب كرة قدم أمريكية)
فيلي جاكسون (بالإنجليزية: Willie Jackson)‏ هو لاعب كرة قدم أمريكية أمريكي، ولد في 16 أغسطس 1971 في غينزفيل في الولايات المتحدة.

## وصلات خارجية
- فيلي جاكسون على موقع كلية كرة السلة في سبورتس رفرنس.كوم (الإنجليزية)
- فيلي جاكسون على موقع مرجع كرة القدم المحترفة.كوم (الإنجليزية)